# Evangelische Kirche Niederkleen

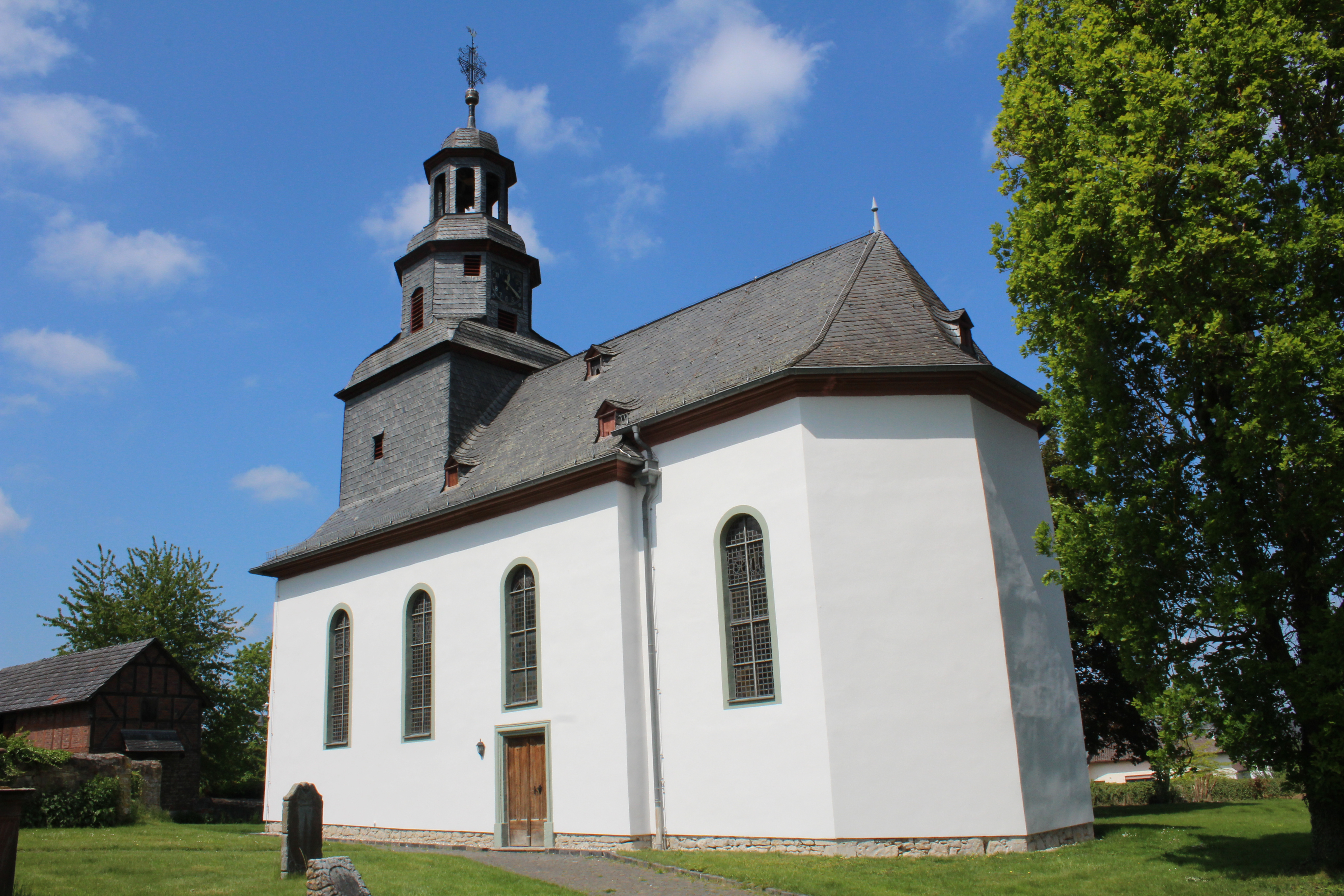
Südostseite der Kirche (2020)

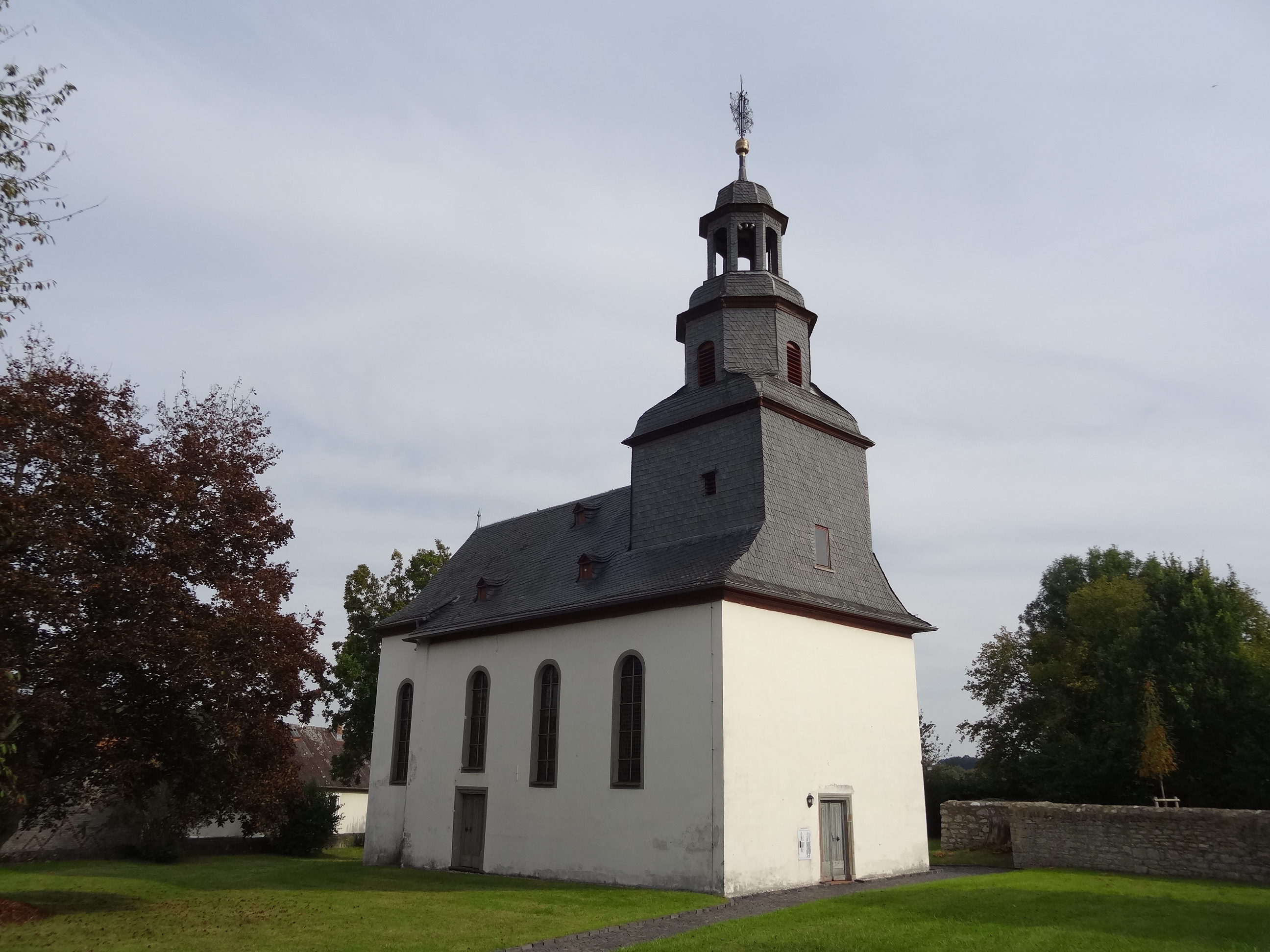
Kirche von Nordwest

Die Evangelische Kirche Niederkleen in der hessischen Gemeinde Langgöns entstand im Jahr 1728 unter Verwendung von Teilen eines mittelalterlichen Vorgängerbaus. Sie prägt das Ortsbild von Niederkleen und ist hessisches Kulturdenkmal.

## Geschichte
In der Urkunde Nr. 3724d vom 9. Oktober 804 des Lorscher Codex wird berichtet, dass ein Presbyter Randolf zwei Kirchen und einen Gutshof dem Kloster Lorsch schenkte. Die heutige Dorfkirche steht auf den Fundamenten der größeren dieser beiden Kirchen, während die kleinere im Jahr 1569 auf Abbruch verkauft wurde.
Eine Urkunde von 1299 nennt einen Ritter Conrad von Cleen. Dieser erwirbt einen Hof beim Kirchhof, was die Existenz einer Kirche nahelegt. Für das Jahr 1378 ist eine Pfarrkirche nachgewiesen, die dem Patronat der Junker von Frankenstein unterstand. Kirchlich gehörte Niederkleen zur Pfarrei Großen-Linden, die im Hüttenberger Land das Sendrecht ausübte und Plebane einsetzte. Im 15. Jahrhundert war Niederkleen dem Archipresbyterat Wetzlar in der Erzdiözese Trier zugeordnet.
Im Zuge der Reformation wechselte die Kirchengemeinde zum evangelischen Bekenntnis. Als erster evangelischer Pfarrer wirkte Heinrich bis 1551. Teile des mittelalterlichen Vorgängerbaus wurden für den Kirchenneubau im Jahr 1728 verwendet. Kirchenbaumeister war Johann Henrich Diel. Als erstes wurde der Pfarrerssohn am 6. September 1728 in der neuen Kirche getauft. Am 29. September wurden die Kirchenstände verteilt; die Verlosung der „Weibsständ“ erfolgte am 17. Oktober 1728. Im Juli 1729 erfolgte die offizielle Einweihung des Gebäudes. Von 1728 bis 1733 zog sich ein Streit hin, als Gregor Michel forderte, dass die Gemeinde auf ihre Kosten für ihn einen herrschaftlichen Stuhl bauen müsse. Die Frankensteiner übten das Patronatsrecht bis 1779 aus, das anschließend auf die Fürsten von Nassau-Weilburg überging. Im Jahr 1833 wurde die Kirche renoviert. Einflussreich war die Amtszeit von Pfarrer Wilhelm Stein, der von 1836 bis 1849 in der Gemeinde wirkte und als Erweckungsprediger das ganze Hüttenberger Land prägte.
1933/1934 fand eine Renovierung statt, bei der Reste des mittelalterlichen Vorgängerbaus ausgemacht wurden. Eine Außensanierung folgte von 1962 bis 1967. Der barocke Sandkalkputz wurde durch einen Zementputz ersetzt, was Folgeschäden nach sich zog. Bei einer Außenrenovierung in den Jahren 2018–2020 wurden die Portale saniert, das Schieferdach ausgebessert, der barocke Putz wiederhergestellt und die Kirche neu gestrichen.
Die pfarramtlich verbundenen Kirchengemeinden Niederkleen und Dornholzhausen fusionierten zum 1. Januar 2021 mit Oberkleen zur Evangelischen Kirchengemeinde Kleebachtal. Die Gemeinde gehört zum Evangelischen Kirchenkreis an Lahn und Dill in der Evangelischen Kirche im Rheinland.

## Architektur

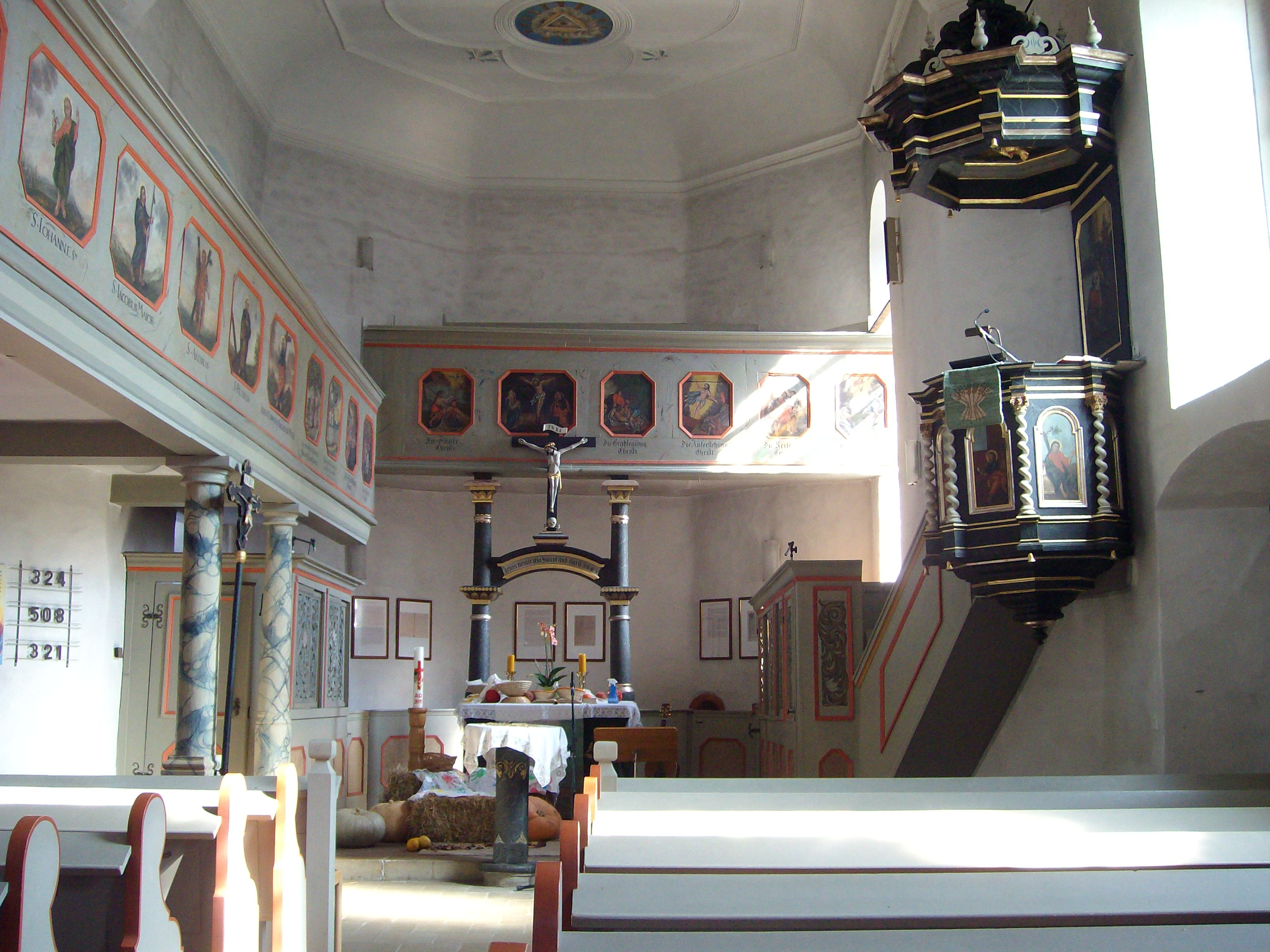
Innenraum Richtung Osten

Die nahezu geostete Saalkirche hat einen leicht eingerückten 5/8-Chorabschluss, der zumindest teilweise auf die romanische  Zeit zurückgeht. So wurden 1933/1934 bei Renovierungsarbeiten unter dem Außenputz an der östlichen Chormauer Reste des Vorgängerbaus entdeckt, darunter ein kleines rundbogiges Doppelfenster, das sekundär vermauert war. Aus der Kirchenstuhlordnung kann geschlossen werden, dass der Neubau größer als die alte Kirche war. 164 Plätzen in der alten Kirche stehen 235 in der neuen gegenüber.
Das Gotteshaus wird von einem geschieferten Satteldach bedeckt. Der dreigeschossige Dachreiter im Westen ist ganz verschiefert und verjüngt sich nach oben: Über einem Kubus geht die achteckige Haube in eine offene Laterne über, die von Turmknopf, Kreuz und Wetterhahn bekrönt wird. Nach drei Jahren Restaurierung wurde im Jahr 2014 die Turmspitze wieder aufgesetzt; Knopf und Wetterhahn sind neu vergoldet und die Jahreszahl 1728 im schmiedeeisernen Kreuz auf das Dorf ausgerichtet. Die Glockenstube beherbergt ein Dreiergeläut mit den Tönen f1, as1 und c2, also einem Mollakkord.
Die Langseiten der Saalkirche werden durch je drei große rundbogige Fenster gegliedert, zwei weitere Fenster erhellen den Chor. In der fensterlosen Westseite ist ein niedriges, hochrechteckiges Portal eingebaut, zwei weitere befinden sich in den Langseiten. Das Südportal ist mit der Jahreszahl 1728 bezeichnet.

## Ausstattung

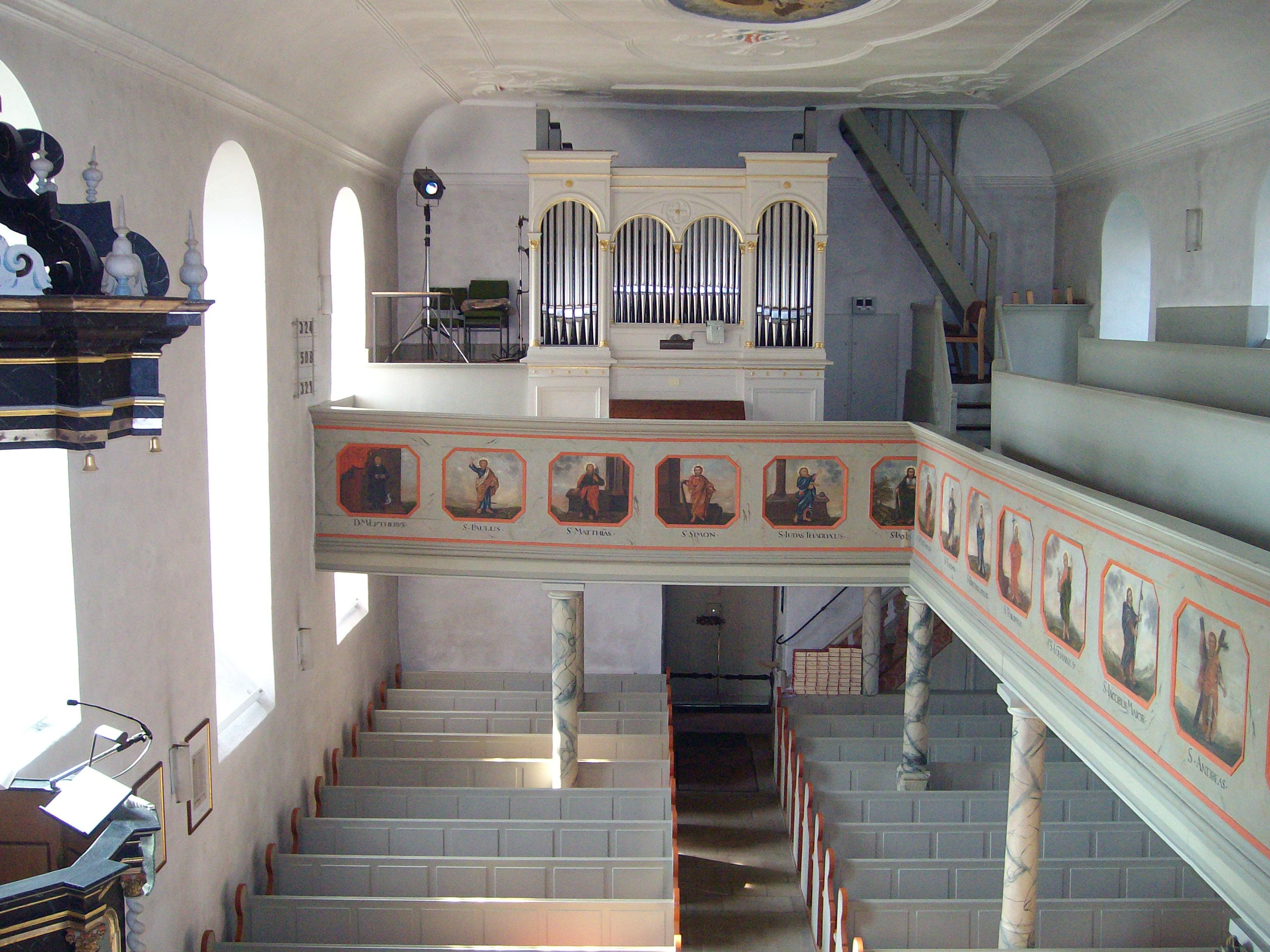
Innenraum Richtung Westen

Der Innenraum wird von einer Spiegeldecke mit Stuckaturen abgeschlossen. An der Ostseite ist in einem kleinen Medaillon das Auge der Vorsehung in einem Dreieck mit Strahlenkranz dargestellt, in der Mitte der Decke in einem großen ovalen Medaillon ein Posaune blasender Engel in einem Wolkenkranz, der in seiner rechten Hand ein Evangelienbuch mit der Bibelstelle Lk 2,9  hält.
Die einheitlich gestaltete Innenausstattung datiert weitgehend aus der Erbauungszeit der Kirche. Die Emporen im Norden und Westen ruhen auf toskanischen Säulen. Die Brüstungsmalereien stellen die Apostel mit ihren Symbolen dar, die vor der Südwand durch Paulus und Martin Luther ergänzt werden. Die höher eingebaute Ostempore zeigt sechs neutestamentliche Szenen. Sie ruht auf zwei gestuften, schwarzen Säulen mit vergoldeten Kapitellen. Über einem Rundbogen ist ein Kruzifix angebracht. Davor steht die blockförmige Altarmensa.
An der Nordseite des Chors ist eine gotische Sakramentsnische in Sandsteingewände eingelassen. Über ihr ist das Niederkleener Wappen mit dreiblättrigem Kleeblatt angebracht, das wahrscheinlich auf Ritter Conrad von Cleen hinweist. An der Südseite ist eine Piscina eingelassen, die ebenfalls auf den mittelalterlichen Ursprung des Chors weist. Eine Art Becken in Fußbodennähe könnte als Weihwasserbecken gedient haben. Ebenfalls aus dem Vorgängerbau stammt das große romanische Taufbecken mit Hufeisenfries, das heute im Pfarrgarten aufgestellt ist. Reste einer alten Inschrift an der nördlichen Chorseite konnten nicht entziffert werden.
Die Kanzel besteht aus dem Kanzelaufgang, dem polygonalen Kanzelkorb mit gemalten Darstellungen der vier Evangelisten in den Feldern zwischen den gewundenen Ecksäulen und dem reich profilierten Schalldeckel, an dem eine vergoldete Taube hängt. Er wird von flachgeschnitzten weißen Aufsätzen und Spitzen verziert sowie von einem teils vergoldeten Pelikan bekrönt, der seine drei Jungen mit seinem Blut füttert. Die Kanzelfelder zeigen die vier Evangelisten mit ihren Symbolen und die Rückwand die Berufung des Propheten Jesaja (Jes 6,1 ). An Korb und Deckel hängen goldene Glöckchen. Der barocke Taufstein mit einer silbernen Taufschale ist mit der Jahreszahl 1729 bezeichnet und ruht auf einer mit Steinmetzarbeiten verzierten Steinsäule.
Ein Epitaph aus rotem Sandstein für den Kirchenstifter Conrad von Cleen war ursprünglich in den Fußboden der Kirche eingelassen und wurde 1729 zerschnitten und zur Stütze des Südportals verbaut. Heute ist das halbe Epitaph, das den Ritter in seiner Rüstung zeigt, am vermauerten Nordportal aufgestellt.

## Orgel

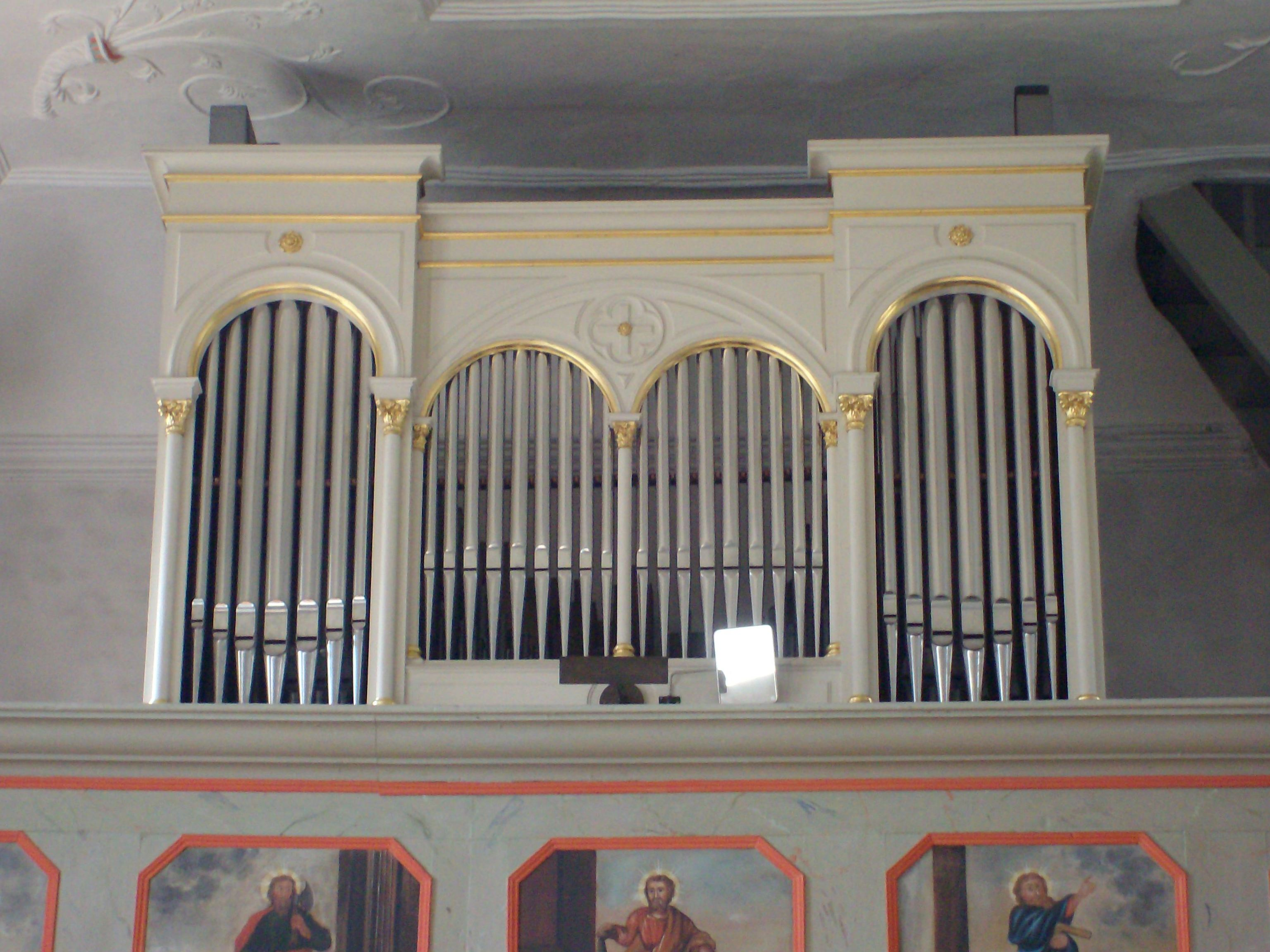
Orgel von 1910

Ein unbekannter Orgelbauer schuf 1736 eine einmanualige Orgel mit neun Registern, die kein oder ein nur angehängtes Pedal hatte. Das Werk wurde 1881 von Ludwig Eichhorn aus Weilmünster renoviert, umdisponiert und mit einem selbstständigen Pedal versehen. Im Jahr 1910 baute Hugo Böhm aus Gotha die heutige Orgel mit zehn Registern, die auf zwei Manuale und Pedal verteilt sind. Der Prospekt wird durch Pilaster  in vier rundbogige Pfeifenfelder gegliedert. Das Werk wurde von Werner Bosch überholt. Die Disposition lautet wie folgt:
| I Manual C–f3 |       |
| Principal     | 8′    |
| Hohlflöte     | 8′    |
| Gamba         | 8′    |
| Octave        | 4′    |
| Rauschquinte  | 2 ⁄3′ |

| II Manual C–f3  |    |
| Lieblichgedackt | 8′ |
| Salicional      | 8′ |
| Flauto dolce    | 4′ |

| Pedal C– |     |
| Subbaß   | 16′ |
| Octavbaß | 8′  |

## Glocken
Der Dachreiter beherbergte 1836 ein Dreiergeläut mit einer alten, undatierten Glocke und zwei weiteren, die 1815 von Rincker in Leun gegossen wurden. Eine dieser beiden Glocken war bereits gesprungen und 1835 umgegossen worden. Heute ist nur noch eine ältere Glocke vorhanden, die 1852 von P. H. Rincker in Sinn gegossen wurde, die anderen beiden wurden – höchstwahrscheinlich nach Verlusten in den beiden Weltkriegen – 1950 von den Gebr. Rincker neu gegossen.
| Nr. | Gussjahr | Gießer, Gussort     | Schlagton | Inschrift | Bild |
| --- | -------- | ------------------- | --------- | --- | ---- |
| 1   | 1852     | P. H. Rincker, Sinn | f′        | „ALLEIN GOTT IN DER HÖH’ SEI EHR’ / UND DANK FÜR SEINE GNADE / ER SORGET DASZ UNS NIMMERMEHR / GEFAHR UND UNFALL SCHADE / UNS WOHLZUTHUN IST ER BEREIT / SEIN RATH IST UNSRE SELIGKEIT / ERHEBET IHN MIT FREUDEN“ Rückseite: „DER / GEMEINDE NIEDERKLEEN / GEGOSSEN / ZU HOF=SINN BEI HERBORN / IM JAHR 1852 / VON / P. H. RINCKER“ |      |
| 2   | 1950     | Gebr. Rincker, Sinn | as′       | „EHRE SEI GOTT IN DER HOEHE UND FRIEDE AUF ERDEN“ |      |
| 3   | 1950     | Gebr. Rincker, Sinn | c′′       | „UNSER GLAUBE IST DER SIEG DER DIE WELT UEBERWUNDEN HAT“ |      |